# Liste der Monuments historiques in Dampierre (Haute-Marne)
Die Liste der Monuments historiques in Dampierre führt die Monuments historiques in der französischen Gemeinde Dampierre auf.

## Liste der Immobilien
| Bezeichnung          | Beschreibung                                                               | Standort                  | Kennzeichnung | Schutzstatus | Datum | Bild |
| -------------------- | -------------------------------------------------------------------------- | ------------------------- | ------------- | ------------ | ----- | ---- |
| Château de Dampierre | aus dem 17. Jahrhundert; mit Portal, südlichem Seitenflügel und Taubenturm | 2 rue de la Rieppe (Lage) | PA00079157    | Inscrit      | 1981  |      |

## Liste der Objekte
| Bezeichnung                      | Beschreibung                                                                                | Standort                       | Kennzeichnung | Schutzstatus | Datum | Bild |
| -------------------------------- | ------------------------------------------------------------------------------------------- | ------------------------------ | ------------- | ------------ | ----- | ---- |
| Skulptur Petrus (1)              | Holz, ehemals farbig gefasst, 18. Jahrhundert                                               | in der Kirche St-Pierre (Lage) | PM52001588    | Inscrit      | 1975  |      |
| Altarkreuz (1)                   | Messing, versilbert, 1753 von Jacques Gillot; Verbleib unbekannt                            | in der Kirche St-Pierre (Lage) | PM52001597    | Inscrit      | 1975  |      |
| Aufsatz des Hauptaltars          | Holz, farbig gefasst und vergoldet, 18. Jahrhundert; Verbleib unbekannt                     | in der Kirche St-Pierre (Lage) | PM52001582    | Inscrit      | 1974  |      |
| Skulptur Paulus                  | Holz, ehemals fearbig gefasst, 18. Jahrhundert                                              | in der Kirche St-Pierre (Lage) | PM52001589    | Inscrit      | 1975  |      |
| Altarkreuz (2)                   | Messing, versilbert, bezeichnet 1812                                                        | in der Kirche St-Pierre (Lage) | PM52001595    | Inscrit      | 1975  |      |
| Skulptur Petrus (2)              | Holz, ehemals farbig gefasst, Ende des 17. Jahrhunderts                                     | in der Kirche St-Pierre (Lage) | PM52001201    | Classé       | 1975  |      |
| Kelch (1)                        | Silber, vergoldet, zwischen 1819 und 1838, von Gabriel-Jacques-André Bompart                | in der Kirche St-Pierre (Lage) | PM52001583    | Inscrit      | 1975  |      |
| Kelch und Patene                 | Silber, vergoldet, zwischen 1846 und 1865, von Joseph-Philippe-Adolphe Dejean               | in der Kirche St-Pierre (Lage) | PM52001585    | Inscrit      | 1975  |      |
| Skulptur eines heiligen Bischofs | Holz, vergoldet, 19. Jahrhundert                                                            | in der Kirche St-Pierre (Lage) | PM52001586    | Inscrit      | 1975  |      |
| Rechter Seitenaltar              | Altaraufbau, Tabernakel und Exposition; Holz, farbig gefasst und vergoldet, 18. Jahrhundert | in der Kirche St-Pierre (Lage) | PM52001587    | Inscrit      | 1975  |      |
| Skulptur Himmelfahrtsmadonna     | Holz, vergoldet, 18. Jahrhundert                                                            | in der Kirche St-Pierre (Lage) | PM52001590    | Inscrit      | 1975  |      |
| Skulptur Heiliger Rochus         | Holz, vergoldet, 18. Jahrhundert; Verbleib unbekannt                                        | in der Kirche St-Pierre (Lage) | PM52001594    | Inscrit      | 1975  |      |
| Kelch (2)                        | Silber, Messing, versilbert, zwischen 1798 und 1809                                         | in der Kirche St-Pierre (Lage) | PM52001584    | Inscrit      | 1975  |      |
| Skulptur Heiliger Eligius        | Aufsatz eines Prozessionsstabs; Holz, vergoldet, 18. Jahrhundert                            | in der Kirche St-Pierre (Lage) | PM52001591    | Inscrit      | 1975  |      |
| Skulptur Madonna mit Kind (1)    | Holz, farbig gefasst und vergoldet, 18. oder 19. Jahrhundert                                | in der Kirche St-Pierre (Lage) | PM52001592    | Inscrit      | 1975  |      |
| Skulptur Unterweisung Mariens    | Aufsatz eines Prozessionsstabs; Holz, vergoldet, 19. Jahrhundert                            | in der Kirche St-Pierre (Lage) | PM52001593    | Inscrit      | 1975  |      |
| Hauptaltar                       | Altartisch; Stein, 1968 bis 1971                                                            | in der Kirche St-Pierre (Lage) | PM52001596    | Inscrit      | 1975  |      |
| Skulptur Madonna mit Kind (2)    | Gips, farbig gefasst, zweite Hälfte des 19. Jahrhunderts                                    | in der Kirche St-Pierre (Lage) | PM52001598    | Inscrit      | 1975  |      |
| Skulptur Madonna mit Kind (3)    | Holz, farbig gefasst, 17. Jahrhundert; Verbleib unbekannt                                   | in der Kirche St-Pierre (Lage) | PM52001599    | Inscrit      | 1975  |      |